# Südliche Rhinstraßenbrücke
Die Südliche Rhinstraßenbrücke ist eine Straßenbrücke in Berlin, die im Bezirk Marzahn-Hellersdorf die Rhinstraße über die Ostbahn führt. Sie entstand im Jahr 1975 als nördliche Verlängerung der Straße am Tierpark.

## Geschichte
Die südliche Rhinstraßenbrücke wurde von 1975 bis 1979 am zur Rhinstraße verlegten S-Bahnhof Friedrichsfelde Ost errichtet und verbindet in Nord-Süd-Richtung die Bezirke Marzahn-Hellersdorf und Lichtenberg miteinander. Der Straßenverkehr auf der Brücke wird je Richtungsfahrbahn zweistreifig geführt und parallel zum Straßenverkehr verkehrt die Straßenbahn eingleisig je Richtungsfahrbahn. Die Konstruktion wies drei Überbauten auf. Mittig befand sich eine Stahlträgerkonstruktion mit Versorgungsleitungen. Die beiden äußeren Stahlhohlkastenbrücken führten von innen nach außen je ein schwellenlos auf den Überbau befestigten Straßenbahngleis, eine Haltestelleninsel mit Absperrgitter, die Fahrbahn mit zwei Richtungsspuren und den Gehweg mit Schutzgitter. Die Gesamtbreite betrug 37,5 Meter bei einer Überspannung von 45 Metern.
In den Jahren 2002 und 2006 hatten intensive Bauwerksprüfungen nach DIN 1076 erhebliche Schäden ergeben, welche die Tragfähigkeit und Standsicherheit beeinträchtigten. Aus diesem Grund wurden umfangreiche Pläne für einen Brückenneubau ausgearbeitet, die die Senatsverwaltung für Stadtentwicklung und Umwelt als Bauherr mit der Deutschen Bahn AG und mit der BVG abstimmen musste. Zur Finanzierung wurden mindestens 18 Millionen Euro aus dem Landeshaushalt benötigt. Im Jahr 2016 gab es eine öffentliche Ausschreibung für die geplanten Bauarbeiten.
Der Neubau der Brücke begann am 12. März 2018, nachdem eine provisorische Ampelanlage aufgestellt worden war. Die Bauarbeiten dauerten bis zum Jahr 2020. Die neue Brücke besteht aus vier getrennten Einzelbauwerken: zwei Straßenbrücken und zwei Straßenbahnbrücken. Die neuen Straßenbahnhaltestellen auf der Brücke erhalten Überdachungen aus Stahl und Glas, längere Bahnsteige und werden über zwei neue Treppenanlagen direkt mit dem S-Bahnhof verbunden.

## Bauablauf
Vom 12. März 2018 bis 26. März 2018 kam es im Straßenbahnverkehr zu erheblichen Verkehrsproblemen, denn die BVG stellte auf der Brücke die Eingleisigkeit her und richtete einen Schienenersatzverkehr ein. In dieser Zeit kam es im Kreuzungsbereich Rhinstraße/Seddiner Straße zu Einschränkungen sowohl im Auto- als auch im Schienenverkehr. Seit dem 27. März 2018 ist der westliche Teil des Brückenbauwerkes für den Fahrzeugverkehr gesperrt, auch die von hier zu den Bahnsteigen führende Aufzugsanlage ist stillgelegt. Der Straßenverkehr wurde auf den östlichen Teil der Brücke umgeleitet, wo aber nur ein Fahrstreifen pro Fahrtrichtung zur Verfügung steht. Fußgänger und Radfahrer müssen ebenfalls die östliche Seite der Brücke benutzen. Die Abrissarbeiten der westlichen Brücke fanden in zwei Phasen (27. April–30. April 2018 und 4. Mai–7. Mai 2018) statt, wofür eine Vollsperrung des S-Bahn- und Fernbahnverkehrs erfolgte. Das Einschieben der westlichen Brücke fand am Wochenende (5. April–8. April 2019) statt, wofür eine Vollsperrung des S-Bahn- und Fernbahnverkehrs erfolgte. Nach Fertigstellung wird der Verkehr auf die neue westliche Brücke geleitet, dann kann der bisherige östliche Brückenteil abgerissen und neu errichtet werden.